# مقاطعة مونتغومري (تينيسي)
مقاطعة مونتغومري هي مقاطعة في تينيسي، بلغ عدد سكانها 172٬331  نسمة، في 2010، عاصمتها كلاركسفيل، تبلغ مساحتها 1٬409 كيلومتر مربع.

## الموقع
تشترك في الحدود مع:
- مقاطعة كرستشيان
- مقاطعة ديكسون.

## التقسيمات الإدارية
- كلاركسفيل.

## أعلام
- ويست هيوز همفريز
- هنري هنتر بريان
- جيمس إي. بيلي